# ستيلا مارتين مانيانيا
ستيلا مارتين مانيانيا (من مواليد 4 أغسطس 1962) هي سياسية تنزانية من أعضاء الحزب الثوري وعضو في البرلمان عن دائرة نياسا منذ عام 2010. في أكتوبر 2017 تم تعيينها نائبة لوزير الصناعة والتجارة والاستثمار.

## الخلفية والتعليم
التحقت بمدرسة نامينغا الابتدائية في عامها الأول في المدرسة الابتدائية من عام 1969 حتى عام 1970. ثم انتقلت إلى مدرسة ماغو الابتدائية، حيث أكملت تعليمها الابتدائي هناك في عام 1975. من 1976 إلى 1979 التحقت بمدرسة سونغي الثانوية للبنات لدراستها الثانوية في المستوى العادي. حصلت على مؤهلات جامعية في الهندسة الكهربائية من الجامعة النرويجية للعلوم والتكنولوجيا وجامعة دار السلام.

## العمل
كانت وظيفتها الأولى في شركة بوغو كاولين مينس المحدودة، حيث عملت كفني كهربائي من 1983 حتى 1987. في 1992 إلى 2005 عملت كمهندسة كهربائية في شركة تنزانيا لتوريد الكهرباء المحدودة التي تحتكر الكهرباء في تنزانيا، والمسؤول عن توليد الكهرباء ونقل الكهرباء وتوزيع الكهرباء. في عملها أشرفت على التخطيط وإنشاء الخطوط والعمليات.

## الحياة السياسية
دخلت البرلمان عام 2005 على بطاقة الحزب السياسي حزب الثورة. خلال فترة ولايتها الأولى في البرلمان عملت في اللجنة البرلمانية للاستثمار والطاقة والمعادن. عملت أيضًا في اللجنة التنفيذية الوطنية خلال تلك الفترة الزمنية. أعيد انتخابها في عام 2010. خلال فترة ولايتها الثانية شغلت منصب رئيس اللجنة البرلمانية للصناعة والتجارة من عام 2010 حتى عام 2011. وخلال نفس الفترة أيضًا كانت عضوًا في اللجنة البرلمانية للشؤون الدستورية والحكم الرشيد والحكومة المحلية.
من عام 2011 حتى عام 2015 شغلت منصب المفوض الإقليمي لمنطقة روكوا. كما عملت كعضو في مجلس جامعة دار السلام، وعضواً في اللجنة البرلمانية للدفاع والأمن.
أعيد انتخابها لعضوية البرلمان للمرة الثالثة على التوالي في عام 2015. في عام 2015 تم تعيينها نائبًا لوزارة التعليم والتكنولوجيا والتدريب المهني، وعملت بهذه الصفة حتى أكتوبر 2017 عندما تم تعيينها نائبة وزير للصناعة والتجارة.